# Action research
Action research (pol. „badanie w działaniu”) – zbiór metod badawczych, których wspólną właściwością jest uznanie najwyższej kompetencji członków danej społeczności do rozumienia jej prawideł. Przedstawiciele nurtu AR przede wszystkim starają się zrozumieć osoby w danej organizacji lub środowisku, a nie narzucić im swoje poglądy. W przypadku działalności społecznej sprowadza się to do pomagania społecznościom w radzeniu sobie z problemami tak definiowanymi, jak sama społeczność je postrzega (zamiast klasycznego decydowania, co jest problemem i wymyślania rozwiązań za nich). W przypadku działalności naukowej polega na rezygnacji z teoretycznych modeli badawczych i na uznaniu wyższej kompetencji badanej zbiorowości do definiowania, co jest dla niej ważne. Z uwagi na zbieżności metodyczne AR często kojarzony jest z metodami jakościowymi, choć nie jest z nimi doktrynalnie związany.
Do najbardziej znanych na świecie przedstawicieli action research zaliczyć można Paulo Freire, Davida Schöna, Davydda Greenwooda, Kurta Lewina.